# 안드레아 드워킨

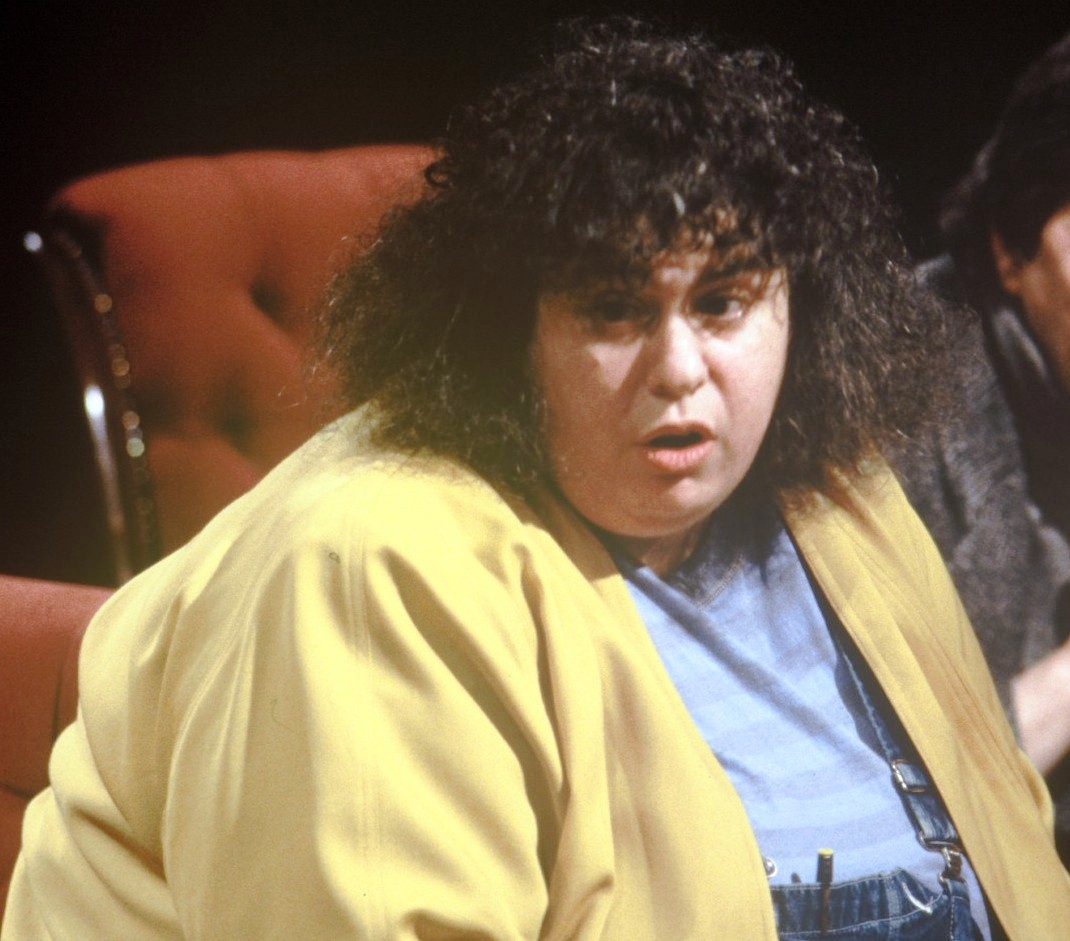
1988년 영국의 텔레비전 토론 프로그램 애프터 다크에 출연한 드워킨.

안드레아 리타 드워킨(영어: Andrea Rita Dworkin, 1946년 9월 26일 ~ 2005년 4월 9일)은 미국의 급진적 여성주의 운동가이자 작가이다. 그녀는 1974년부터 여성주의 저술을 시작한 지 30년이 되었지만 음란물 분석으로 가장 잘 알려져 있다. 그들은 9권의 논픽션, 2권의 소설, 단편 소설집 등 12개의 개인 작품에서 찾아볼 수 있다. 또 다른 세 권의 책은 미국 헌법 교수이자 여성주의 운동가인 캐서린 맥키넌과 공동 집필하거나 공동 편집했다.
드워킨의 작업의 중심 주제는 서구 사회, 문화, 정치를 재평가하는 것이다. 그녀는 가부장적 맥락에서 여성에 대한 남성의 성폭력의 프리즘을 통해 이것을 했다. 동화, 동성애, 레즈비언, 처녀성, 반유대주의, 이스라엘 국가를 포함하여 역사적으로 기록되거나 남성의 관점에서 기술된 주제를 조사할 때 자신의 급진적 페미니스트 관점을 가져왔다., 홀로코스트, 생물학적 우월성, 인종차별. 그녀는 언론의 자유 및 시민의 자유와 같은 기본 개념의 전제를 심문했다. 두려움, 용기, 그리고 성실의 성 정치를 이론화했다. 구타, 매춘, 음란물에서 나타나는 남성 우월주의적 정치 이념을 설명했다.

## 생애
안드레아 드워킨은 1946년 9월 26일 뉴저지 캠든에서 해리 드워킨과 실비아 스피겔 사이에서 태어났다. 그녀의 아버지는 15세 때 군 복무를 피하기 위해 러시아를 탈출 한 러시아계 유태인 의 손자였고, 그녀의 어머니는 헝가리에서 온 유태인 이민자의 자녀였다. 그녀에게는 남동생 마크가 한 명 있었다. 그녀의 아버지는 학교 교사이자 헌신적인 사회주의자 였으며 그녀는 사회 정의에 대한 그녀의 열정을 고무시킨 공로를 인정했다. 그녀의 어머니와의 관계는 긴장되었지만 드워킨은 나중에 "이것이 존경받을 만한 믿음이 되기 훨씬 전에" 합법적인 피임과 합법적 낙태에 대한 어머니의 믿음이 나중에 그녀의 행동주의에 영감을 준 방법에 대해 썼다.
그녀는 유대인 가정이 여러 면에서 홀로코스트에 대한 기억에 지배된다고 묘사했지만, 그럼에도 불구하고 그녀가 9살이 될 때까지 행복한 어린 시절을 보냈다. 그때 무명의 남자가 영화관에서 그녀를 성추행했다. 그녀가 다니는 학교의 행정부는 " 고요한 밤 "을 부르기를 거부한 그녀를 처벌했다(유태인으로서 그녀는 학교에서 기독교 종교 노래를 부르도록 강요받는 것에 반대했다). 그녀는 여성들이 고등학교에 다닐 때 할 수 있었다면 "아마도 랍비가 되었을 것"이고 탈무드 학자가 되는 것을 "좋아했을 것"이라고 말했다.
드워킨은 6학년 때 시와 소설을 쓰기 시작했다. 그 무렵 그녀는 낙태에 대한 관심 때문에 변호사나 작가가 될 것인지를 미정이었고, "혼자서 방에서 할 수 있다", "아무도 나를 막을 수 없다"는 이유로 글쓰기를 선택했다.
1965년, 베닝턴 대학 1학년 때 유엔 주재 미국 대표부에서 베트남 전쟁 반대 시위 도중 체포되어 저명한 좌파 여성들을 수용하기로 유명한 뉴욕 여성 구금 시설로 보내졌다. 애나 크로스 교정 국장에게 편지를 보낸 드워킨은 구치소의 의사들이 그녀에게 내부 검사를 너무 가혹하게 하여 그 후 며칠 동안 피를 흘렸다고 증언했다. 그녀는 대중 앞에서 자신의 경험에 대해 대배심 앞에서 증언했으며 그녀의 증언에 대한 언론 보도는 국내 및 국제 뉴스가 되었다. 대배심은 이 사건에 대한 기소를 거부했지만 드워킨의 증언은 수감자들에 대한 학대에 대한 대중의 분노를 불러일으켰다. 감옥은 7년 후에 폐쇄되었다.
졸업 후, 드워킨은 변화를 선동하기 위해 연극적인 거리 사건을 사용했던 Provo 운동의 네덜란드 무정부주의자 들을 인터뷰 하기 위해 암스테르담으로 이사했다. 그곳에 있는 동안 그녀는 무정부주의자 중 한 명인 Cornelius(Iwan) Dirk de Bruin과 관계를 맺었다. 그녀는 결혼한 지 얼마 되지 않아 드 브루앵이 그녀를 심하게 학대하기 시작했다고 말했다. 그녀를 때리고 발로 차고, 담배로 그녀를 태우고, 나무 들보로 다리를 구타하고, 바닥에 머리를 부딪혀 의식을 잃게 만들었다.
드워킨은 1971년 말 그녀가 드 브루앵을 떠난 후 그녀의 전 남편이 그녀를 공격하고, 박해하고, 희롱했으며, 그녀가 숨어 있는 곳을 발견할 때마다 그녀를 구타하고 위협했다고 말했다. 그녀는 나중에이의 더 절망적 인 생활 한 것을 제외하고는 나는 종종, 도망자의 삶을 살았다 "고 소견을, 그녀의 가족에서 수천 마일, 자신을, 돈을 위해 필사적 자주 노숙자 발견 폭행된 여자 마지막으로 도망했다, 결과가 어떻든." 가난 때문에 드워킨은 한동안 매춘에 눈을 돌렸다. 페미니스트이자 해외 추방자 인 Ricki Abrams는 드워킨을 집에서 보호하고 하우스보트, 공동 농장, 버려진 건물에서 머물 곳을 찾도록 도왔다. 드워킨은 돈을 모아 미국으로 돌아가려고 했다.
뉴욕에서 드워킨은 반전 조직자로 다시 일했고, 남아공에서 레즈비언 권리와 아파르트헤이트 반대 시위에 참여했다. 페미니스트 시인 무리엘 루키저(Muriel Rukeyser)는 그녀를 조수로 고용했다(드워킨은 나중에 "나는 세계 역사상 최악의 조수였다. 그러나 Muriel은 그녀가 작가로서 나를 믿었기 때문에 나를 계속 유지했다." ) 드워킨은 또한 페미니스트 의식 고양 그룹에 곧 여성에 대한 남성의 폭력에 반대하는 캠페인에 중점을 둔 급진적 페미니스트 조직에 참여했다. 그녀의 글과 행동주의 외에도 드워킨은 주로 지역 페미니스트 그룹이 조직한 행사의 연사로 악명을 얻었다. 그녀는 지지자와 비평가 모두에게 강한 감정을 불러일으키는 열정적이고 타협하지 않는 연설로 유명해졌으며 1978년 11월 첫 Take Back Night 행진에서의 연설과 1983년 Midwest Regional에서의 연설과 같이 청중의 행동을 고무했다. 전미남성전환기구(현 성차별반대남성기구 ) 회의에서 "나는 강간이 없는 24시간의 휴전을 원한다"는 제목을 붙였다.
1974년, 드워킨은 존 스톨텐버그를 만났고, 둘은 여성혐오 자료를 놓고 그리니치 빌리지에서 시 낭독을 하러 나갔다. 그들은 가까운 친구가 되었고 결국 동거하게 되었다. 스톨텐버그는 급진적인 페미니스트 관점에서 남성다움과 남성다움을 조사하는 일련의 에세이, 책, 기사를 쓰기 시작했다. 드워킨은 공개적으로 "나는 내 마음과 영혼을 다해 John을 사랑한다"라고 썼고 스톨텐버그는 드워킨을 "내 인생의 사랑"이라고 묘사했지만 그녀는 공개적으로 자신을 레즈비언으로, 그는 게이임을 계속 밝혔다 . 스톨텐베르그는 두 사람의 관계가 언론에서 사람들을 야기한 당혹감을 회상하며 "그래서 나는 가장 단순한 사실만 공개적으로 진술한다. 네, 안드레아와 나는 함께 살고 서로를 사랑하며 우리는 서로의 삶의 동반자이다., 그리고 네, 우리 둘 다 아웃이다."
드워킨은 말년에 건강이 좋지 않아 가디언 의 마지막 칼럼에서 체중과 심각한 무릎 골관절염으로 지난 몇 년 동안 약해지고 거의 불구가 되었다고 밝혔다. 1999년 파리에서 돌아온 직후 그녀는 고열과 다리에 혈전이 생겨 병원에 입원했다. 퇴원한 지 몇 달 만에 무릎을 구부릴 수 없게 되자 티타늄과 플라스틱 의수로 무릎을 교체하는 수술을 받았다. 그녀는 이렇게 썼다. "저를 가장 잘 아는 의사는 골관절염이 불구가 되기 훨씬 전에 시작된다고 한다. 제 경우에는 노숙자, 성적 학대, 다리에 구타, 체중이 원인일 수 있다. 내 파트너인 John은 내가 쓰는 데 9년이 걸린 유대인 정체성과 여성 해방에 대한 연구인 Scapegoat를 비난한다. 내 건강을 앗아간 것은 바로 그 책이라고 그는 말한다. 1999년 파리에서 겪은 마약 강간 탓이다." 어떤 신문 인터뷰 기사가 그녀에게 어떻게 기억되고 싶은지 묻자 그녀는 "박물관에서 남성 우월주의가 죽었을 때. 내 작업이 멸종된 원시 사회의 인류학적 인공물이 되길 바랍니다." 그녀는 2005년 4월 9일 아침 워싱턴 DC에 있는 자택에서 잠을 자다가 사망했다. 사인은 나중에 급성 심근염으로 밝혀졌다. 그녀는 58세였다.